# 歯槽骨
歯槽骨（しそうこつ）とは、顎骨の骨体部と歯牙を結ぶ骨で歯槽突起とも言う。歯槽骨は、固有歯槽骨と支持歯槽骨とに分けられる。人体の場合、解剖学的に独立した骨体ではない。歯槽骨の「歯槽」とは、歯を入れ置く槽という意味を持つ。
歯槽骨は、機能的・組織学的に固有歯槽骨と支持歯槽骨の二部分に分けられる。
- 固有歯槽骨（「歯槽の内壁」というと固有歯槽骨を一般的に指す）
  - 層板骨：線維骨のすぐ外側を歯根膜腔とはほぼ平行に縦走する層板状の骨。
  - 線維骨（束状骨）：シャーピー線維が骨内に埋め込まれている骨。

- 支持歯槽骨は、内板と外板を形成する緻密骨（皮質骨）と固有歯槽骨や皮質板との間を埋める海綿骨に分けられる[1]。皮質板は上顎骨より下顎骨の方が圧倒的に厚く、下顎臼歯部の頬側で最も厚い。

また、歯根と歯根の間にある歯槽骨を歯槽中隔といい、歯間中隔（槽間中隔）と根間中隔には脈管や神経の通る栄養管がある。